# Župnija Dobrna
Župnija Dobrna je rimskokatoliška teritorialna župnija dekanije Celje - Nova Cerkev, ki je del škofije Celje.

## Zgodovina
Kačji grad (Schlangenburg) v bližini Dobrne se v pisnih virih prvič omenja leta 1155, kot »Domus nova apud s. Mariam« pa se omenja leta 1257. Morda je torej cerkev na Dobrni bila že v 12. stoletju, pa čeprav samo kot gradu pripadajoča kapela. 
Cerkev na Dobrni se v pisnih virih prvič omenja leta 1458, kot podružnica župnije Nova Cerkev, (ki je tedaj obsegala obsežno območje od Lemberga do Pake) pa se omenja leta 1567. Prednico sedanje cerkve je leta 1768 posvetil goriški nadškof Karel Mihael von Attems. Ker je bila premajhna in v slabem stanju, jo je dal župnik Gregor Miklavžin spomladi 1844 podreti, od nje je ostal samo cerkveni zvonik.
Po preureditvi škofijskih meja v času vladanja cesarja Jožefa II., so bile v procesu preoblikovanja, v letih 1787–1789, župnije velikovškega okrožja na Koroškem in celjskega okrožja na Štajerskem, med njimi tudi župnija Nova Cerkev, priključene k tedanjim zgolj osmim župnijam Lavantinske škofije.
Samostojno župnijo Dobrna je dal leta 1628 ustanoviti strassburški stolni kapitelj,  kjer je bil dolga stoletja na gradu sedež krških škofov, po drugih podatkih pa je bila ustanovljena leta 1790.

### Župnijska cerkev svete Marije vnebovzete
Temeljni kamen sedanje župnijske cerkve Svete Marije vzebovzete so položili 1. maja 1844, z blagoslovom, ki ga je opravil dekan Franc Ksaverij Križaj iz Nove Cerkve. Dne 5. julija 1846 je bil blaženi Anton Martin Slomšek v Salzburgu posvečen za lavantinskega škofa. V škofovski službi je novo cerkev na Dobrni posvetil dne 30. avgusta 1846.

## Novejši zgodovinski dogodki, povezani z župnijo
Do 7. aprila 2006, ko je bila ustanovljena škofija Celje, je bila župnija del celjskega naddekanata škofije Maribor.
Do reorganizacije nadekanatov in dekanij Škofije Celje dne 1. septembra 2021, je bila župnija sestavni del Dekanije Nova Cerkev.

## Sakralni objekti
|    | slika             | cerkev                                   | kraj / naselje |
| -- | ----------------- | ---------------------------------------- | -------------- |
| 1. |                   | Sveta Marija vnebovzeta župnijska cerkev | Dobrna         |
| 2. | [[Slika:\|150px]] | Sveti Miklavž podružnica                 | Vrba           |

## Drugi objekti
|    | slika |                    | kraj / naselje |
| -- | ----- | ------------------ | -------------- |
| 1. |       | Župnišče na Dobrni | Dobrna         |
| 2. |       | Župnijski dom      | Dobrna         |